# Lloyds Bank
El Lloyds Bank és un banc britànic i un dels majors grups bancaris mundials.

## Història
Els orígens de Lloyds Bank daten de 1765, quan el fabricant de botons John Taylor i el productor i comerciant de ferro quàquer Sampson Lloyd van establir un negoci de banca privada a Dale End, Birmingham. A través d'una sèrie de fusions, va acabar per convertir-se en un dels "Quatre Grans" bancs del Regne Unit.
El 1995, es va fusionar amb el Trustee Savings Bank (TSB) i va estar operant com Lloyds TSB Bank plc entre 1999 i 2013.
El 17 de setembre de 2008, Lloyds va anunciar que havia arribat a un acord de fusió amb el banc HBOS (Halifax-Bank of Scotland), propiciat per la forta depreciació d'aquest banc a causa de la crisi de les hipoteques subprime o escombraries. Aquesta fusió crearia un gegant de la banca minorista, amb un terç de les hipoteques britàniques.
Al gener de 2009 es va crear Lloyds Banking Group, societat que agrupa tots els negocis del grup després de completar l'adquisició de HBOS. Aquest mateix any, el Govern britànic va prendre una participació del 43,4% del Lloyds Banking Group.
Al poc temps HBOS va anunciar pèrdues de 12.250 milions d'euros (11.000 milions de lliures), molt majors del que s'esperava, posant en perill al mateix Lloyds. Això va obligar el govern britànic a donar més suport al banc augmentant la seva participació del 43 al 65%.
Com a condició imposada per la Comissió Europea en relació amb les ajudes estatals, el grup més tard va anunciar que crearia un nou negoci independent de la banca minorista, compost per un nombre de sucursals de Lloyds TSB i les de Cheltenham i Gloucester. La nova empresa va iniciar les seves operacions el 9 de setembre de 2013 sota la marca TSB. Lloyds TSB va ser posteriorment rebatejat Lloyds Bank el 23 de setembre de 2013.

### A Espanya
En el territori espanyol, l'entitat operava sota la marca financera de Lloyds Bank International, que va ser formada l'1 d'octubre de 2010 després de la fusió Lloyds TSB España i Banc Halifax Hispània.
El 29 d'abril de 2013, Banc Sabadell va acordar l'adquisició del negoci a Espanya i el 30 de juny es va realitzar la presa de control. Amb posterioritat, es va modificar la raó social de Lloyds Bank International, S.A.O. per Sabadell Solbank, S.A.O. El 21 de novembre de 2013, el consell d'administració de Banc Sabadell va aprovar la fusió per absorció del negoci de Lloyds a Espanya. Entre el 14 i el 16 de març de 2014, es va produir la plena integració del negoci de Lloyds a Espanya en Banc Sabadell amb la unificació dels sistemes operatius i tecnològics i el canvi de marca. De les 28 oficines que tenia Lloyds, 7 van passar a operar amb la marca SabadellSolbank, l'ensenya especialitzada en clients estrangers no residents del banc, i la resta es va integrar en altres marques de Banc Sabadell.